# Суперорганизм

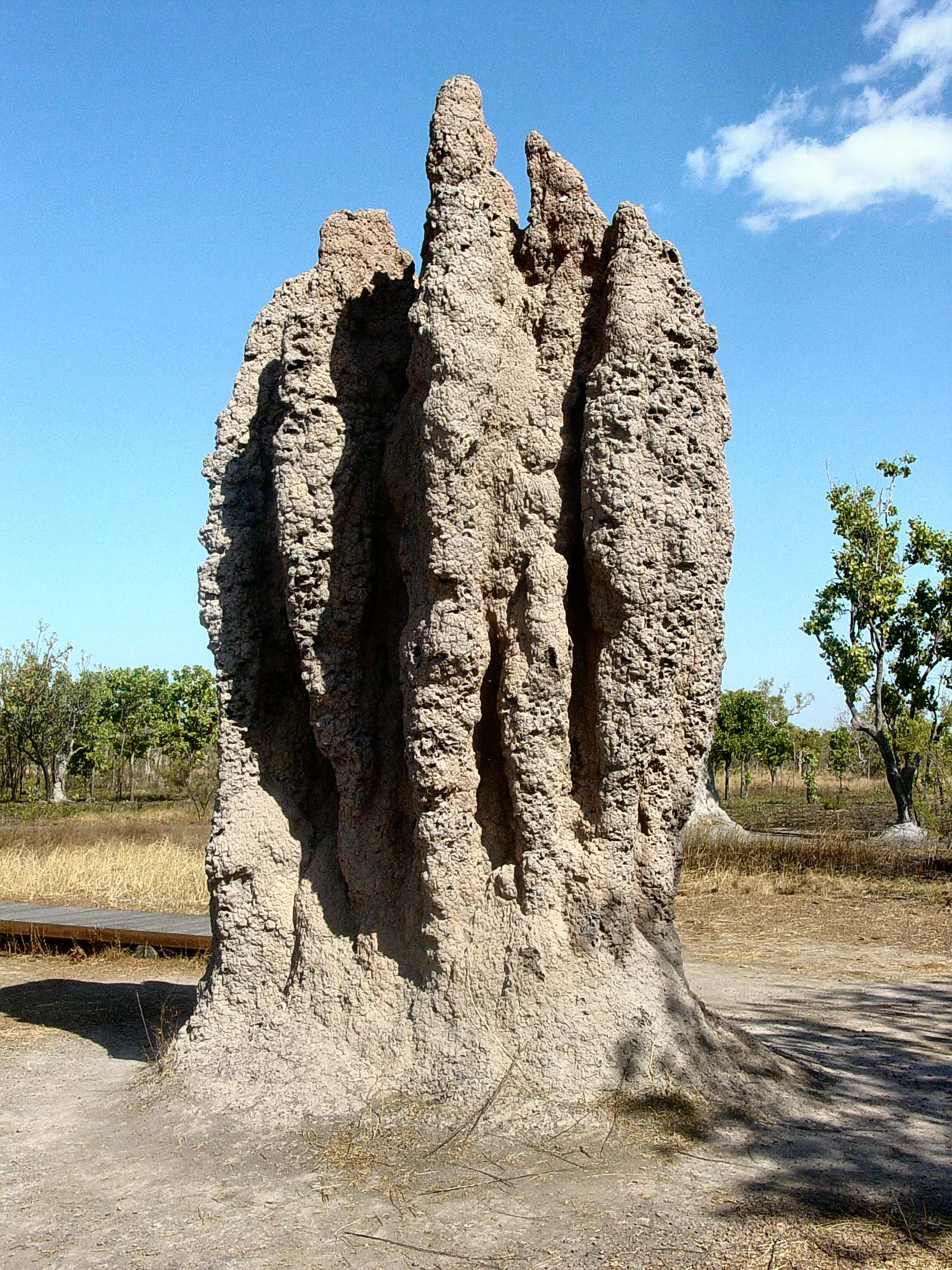
Огромное гнездо термитов, построенное крошечными насекомыми, живущими многотысячными сообществами

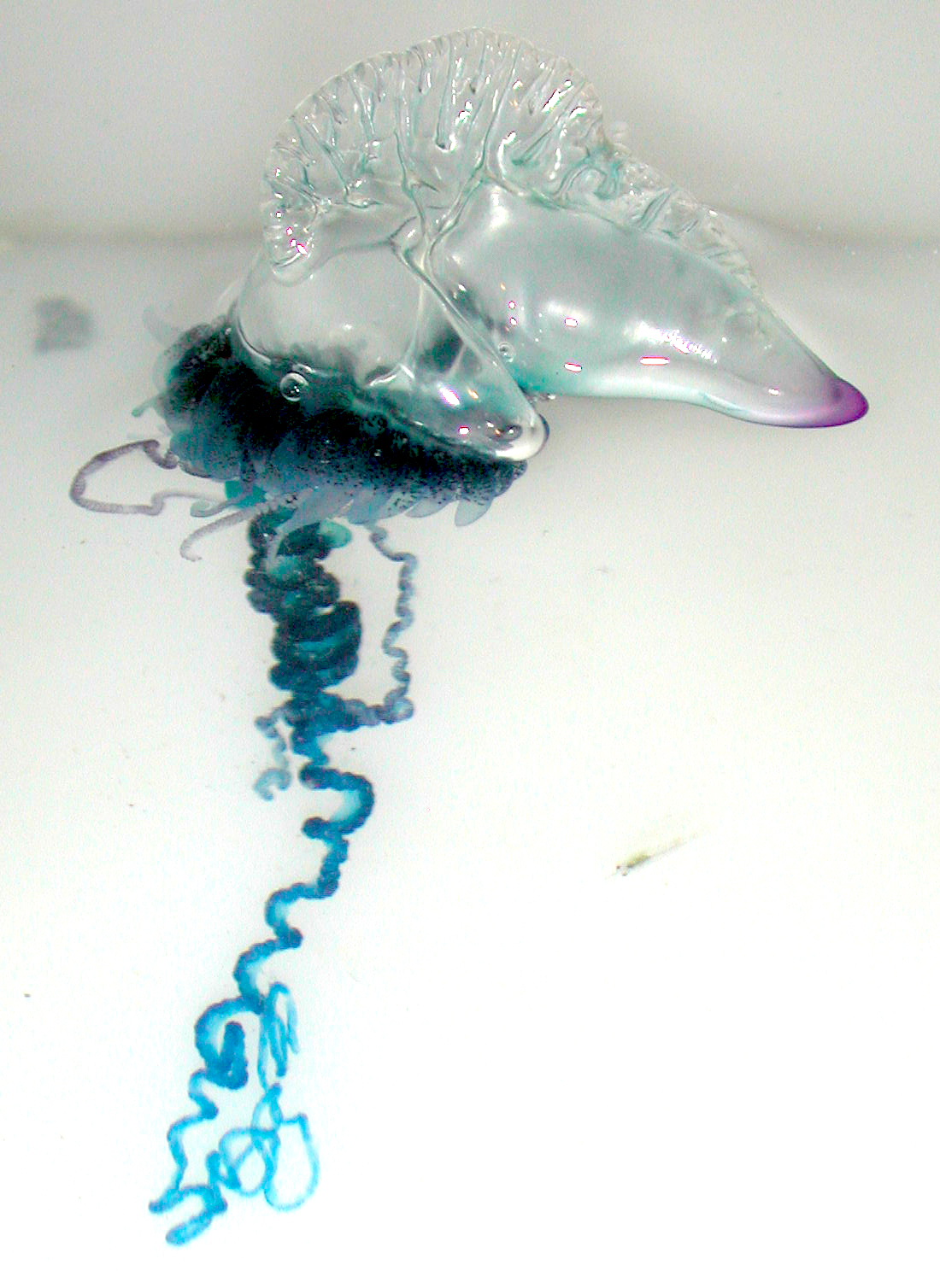
Португальский кораблик, являющийся настоящим суперорганизмом и состоящий из множества специализированных сросшихся организмов

Суперорганизм — организм, состоящий из множества организмов. Обычно это социальная единица, где происходит разделение труда на основе специализации особей, и где по отдельности организмы выжить не в состоянии.

## История
Сам термин «суперорганизм» был предложен в 1910 году крупнейшим американским мирмекологом Уильямом Мортоном Уилером на основе его работ по муравьям. Термин обычно используется для обозначения колоний социальных насекомых, где разделение труда иногда очень чёткое и где индивидуумы не способны жить в одиночку в течение долгого времени. Муравьи — самый известный пример такого суперорганизма, в то время как голый землекоп — известный пример эусоциальных млекопитающих.
Техническое определение суперорганизма — «собрание агентов, которые могут действовать согласованно, чтобы произвести явления, управляемые коллективно».
Суперорганизм является главной составляющей в кибернетике, в частности, в биокибернетике, где фигурирует как распределённый разум.